# François Joseph Paul de Grasse
François Joseph Paul de Grasse, marchese di Grasse Tilly e conte di Grasse (Le Bar-sur-Loup, 13 settembre 1722 – Tilly, 11 gennaio 1788), è stato un ammiraglio francese.

## Biografia
Nato a Le Bar-sur-Loup, nel dipartimento francese delle Alpi Marittime, nel 1722, all'età di 11 anni entrò a far parte del Sovrano Militare Ordine di Malta come servo del Gran Maestro. Nel 1734 divenne guardiamarina su una galea dei Cavalieri Ospitalieri per poi nel 1740 entrare nella marina militare francese, combattendo come ufficiale in alcune azioni della guerra di successione austriaca. Nella prima battaglia di Capo Finisterre (1747) venne catturato dalla marina inglese e imprigionato. Approfittò del periodo di prigionia per studiare le tattiche navali che usava la marina britannica.

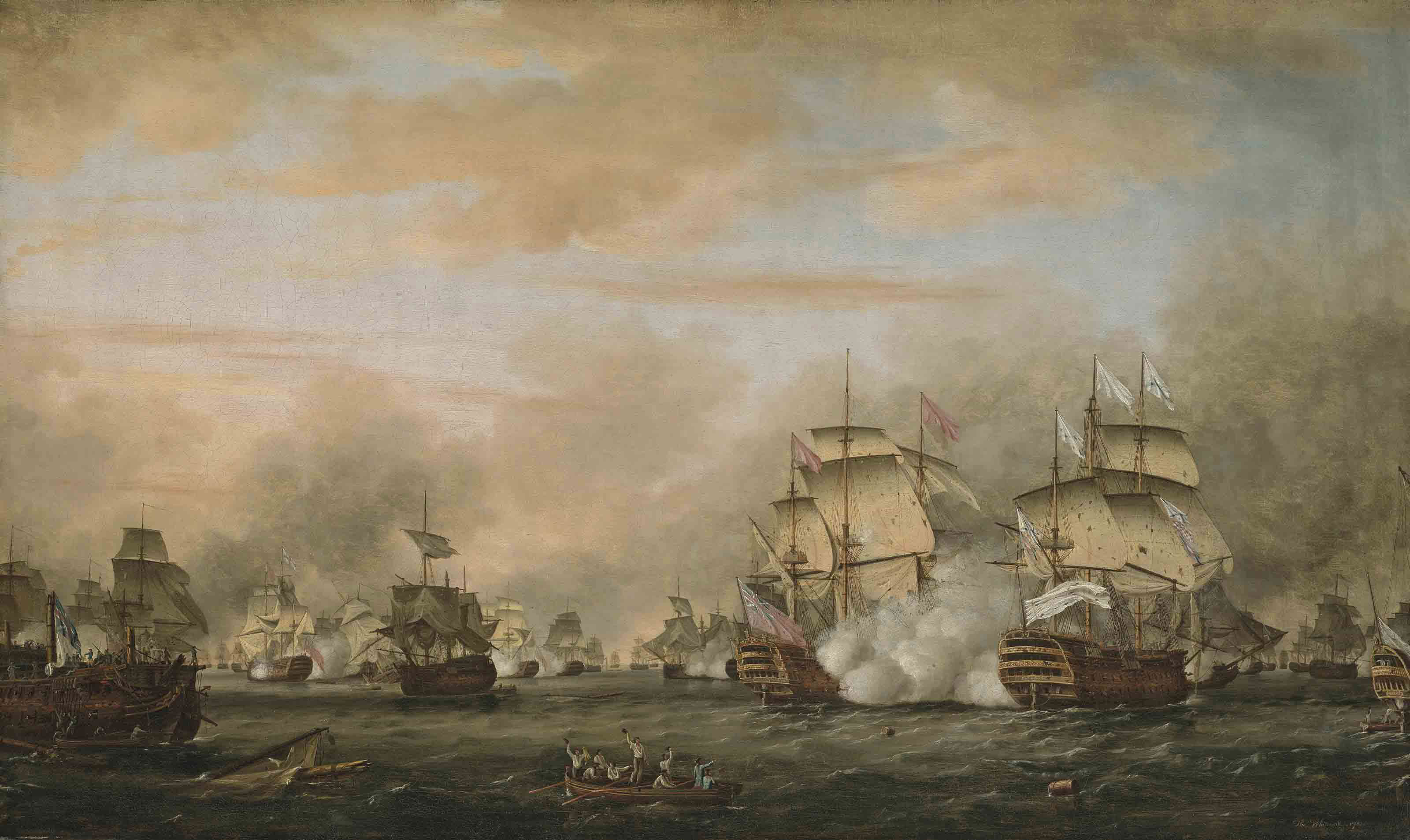
La battaglia delle Saintes. Dipinto di Thomas Whitcombe, 1783

Nel 1754 divenne luogotenente e nell'anno successivo comandò spedizioni nei Caraibi e nel Mediterraneo, finché nel 1756 fu a capo di una squadra navale che conseguì diversi successi in occasione di alcuni scontri nella guerra dei sette anni. Infine nel 1762 ebbe il comando della sua prima nave, la Prothèe.
Nel 1776, allo scoppio della guerra d'indipendenza americana, la marina francese venne incaricata di difendere la causa degli insorti contro gli inglesi. Come comandante di divisione de Grasse combatté sotto Louis Guillouet d'Orvilliers durante la prima battaglia di Ouessant, svoltasi tra il 23 e il 27 luglio del 1778. Nel 1779 entrò a far parte della flotta al comando del conte d'Estaing nei Caraibi dove si distinse nel corso delle battaglie di Dominica e Saint Lucia (1780) e in quella di Tobago (1781). Contribuì anche alla cattura di Grenada partecipando allo scontro combattuto dal conte de Guichen contro l'ammiraglio Rodney durante la battaglia della Martinica.
Nel settembre del 1781 trasportò via nave tremila soldati francesi dalla Repubblica Dominicana fino in Virginia, dove Washington e Rochambeau stavano affrontando l'esercito inglese; subito dopo, nella battaglia della baia di Chesapeake, sconfisse decisivamente la flotta britannica, comandata dal contrammiraglio Sir Thomas Graves. Condusse alla vittoria i francesi nella battaglia di Yorktown, considerata il suo capolavoro, in cui mise a frutto ciò che aveva imparato sulle tecniche inglesi durante il periodo di prigionia in seguito alla battaglia di Finisterre del 1747. Oltre ad essere il suo capolavoro tattico, questa battaglia mise fine alla guerra d'indipendenza americana in quanto, con l'allontanamento della loro flotta, le truppe inglesi furono intrappolate e sconfitte nella città.
Successivamente venne sconfitto dall'ammiraglio Samuel Hood nella battaglia di Saint Kitts; poco tempo dopo, nel mese di aprile del 1782, venne nuovamente sconfitto e preso prigioniero, insieme alla sua nave, dall'ammiraglio Rodney nella battaglia delle Saintes. La disfatta di De Grasse fu causata dalla tattica adottata dal suo avversario, che non seguiva i classici schemi inglesi. Alcuni mesi più tardi, tornato in Francia, pubblicò un Mémoire justificatif e, nel 1784, venne assolto da un tribunale militare.
Morì l'11 gennaio 1788 nel suo castello di Tilly e fu sepolto il 16 gennaio nella chiesa di Saint-Roch a Parigi. Il suo cuore fu trasferito a Tilly e successivamente nella tomba della moglie.

## Alla memoria

### Monumenti
C'è un monumento in onore dell'ammiraglio e dei suoi uomini, che aiutarono gli Stati Uniti ad ottenere l'indipendenza, al Cape Henry Memorial, situato nella caserma di Fort Story a Virginia Beach. Questo monumento è gestito dal Colonial National Historical Park del National Park Service.

### Navi che portano il suo nome
La Marina militare francese ha intitolato diverse navi all'Ammiraglio De Grasse:
- L'incrociatore De Grasse (C 610);
- Il cacciatorpediniere della classe Tourville : De Grasse (D 612);
- Il 4º sottomarino nucleare della classe Suffren.

La United States Navy ha avuto tre navi denominate in suo onore:
- Il cacciatorpediniere della classe Spruance chiamato USS Comte de Grasse (DD-974), in servizio dal 1978 al 1998;
- Il cargo della classe Crater chiamato USS De Grasse (AP-164/AK-223), in servizio dal 1943 al 1946;
- La USS De Grasse, nave del 1918.